# Marco Antonio Solís
Marco Antonio Solís Sosa (Ario de Rosales, Michoacán, México; 29 de diciembre de 1959), también conocido por su apodo El Buki, es un músico, cantautor, compositor, productor musical y empresario mexicano.
Inició su carrera artística en 1976 como cofundador, junto a su primo Joel Solís, del grupo Los Bukis, en el que se desempeñó como vocalista, músico, productor y principal autor de sus canciones. En sus primeros años en la agrupación tocó los teclados y posteriormente los timbales y la guitarra. Durante casi dos décadas, Los Bukis se consolidaron como una de las bandas de música grupera más influyentes de México y América Latina.
Tras la separación del grupo, Solís inició su carrera como solista, alcanzando reconocimiento internacional con álbumes y giras de gran éxito. Su tercer trabajo discográfico, Trozos de mi alma, incluyó versiones interpretadas por él mismo de canciones que previamente había compuesto para otros artistas, y se convirtió en uno de los discos más vendidos de su trayectoria.
Como compositor y productor, sus obras han sido interpretadas por reconocidos artistas de habla hispana como Marisela, Beatriz Adriana, Lucero, Paulina Rubio, Enrique Iglesias, Raphael, Rocío Jurado, Rocío Dúrcal, Alejandro Fernández, Maná, José Madero, Olga Tañón, Ricardo Montaner, Enanitos Verdes, Roberto Carlos, Jenni Rivera, Mon Laferte, Myriam Hernández, Yuridia, Tito Nieves y, en el ámbito internacional, el dúo brasileño Bruno e Marrone.
En su faceta empresarial, ha desarrollado diversos proyectos, entre ellos el hotel boutique y spa Mansión Solís en Morelia, inaugurado durante la pandemia de COVID-19, así como la marca de tequila Tesoro Azul, la salsa Buki Salsa y el café Quiéreme. También ha incursionado como actor de doblaje en producciones de habla hispana.

## Biografía

### Primeros años
Marco Antonio Solís Sosa nació un 29 de diciembre de 1959 en la ciudad de Ario de Rosales, en el estado de Michoacán, en México. Antes de iniciar su carrera musical, su sueño era otro, convertirse en un sacerdote católico, es por ello, que se crio con su Fe Católica en la formación de la congregación católica de los Salesianos.

### Inicios con «Los Bukis»
Sus inicios artísticos en la música se remontaban a 1970, a sus 10 años de edad, cuando formó su propia banda musical en compañía de su primo Joel Solís, la banda se llamaba El Dueto Solís. Luego cambian el nombre por Los Soles Tarascos y posteriormente Los Hermanitos Solís, nombre con el que hacen su debut televisivo en el programa de variedades y música mexicano Siempre en domingo y graban su primer álbum discográfico.[cita requerida]
En 1972, por su calidad y perseverancia, firman exclusividad con la empresa discográfica en ese entonces, Discos Melody (hoy Fonovisa Records) y con el nombre del entonces dueto que, hasta ahora es muy conocido, Los Bukis. Este nombre deriva de la denominación que se le da en el noroeste de México (específicamente en Sonora) a los niños. Posteriormente, graban un LP titulado Jugando con las estrellas, disco que incluía temas compuestos por el propio Marco Antonio, con lo que empezó a resaltar como compositor.[cita requerida]
A falta de acompañamiento musical, surgió la idea de convertirse en una agrupación exitosa. Buscaron los elementos idóneos, hasta quedar conformado el grupo que dio vida a Los Bukis, en 1975.[cita requerida]
Grabaron el primer álbum de su carrera titulado Casas de cartón (posteriormente, nombrado Falso amor), incluidos dos temas inéditos de la autoría de Marco Antonio y ocho versiones de otros temas conocidos. El que le da título al álbum, «Falso amor», fue uno de los temas más reconocidos del grupo. Una de las versiones del álbum que le dio título en sus inicios fue «Casas de cartón» (en el original, «Techos de cartón»), del músico y cantautor venezolano Alí Primera. Debido a la letra del tema «Casas de cartón», en su relanzamiento incluyen un bonus track con un cover de «Los hombres no deben llorar», del cantautor argentino King Clave. En 1976, Los Bukis se hacen populares con «Falso amor» tanto en Centroamérica como en Sudamérica.[cita requerida]
Tiempo después, la banda grabó otros dos discos como Te tuve y te perdí y Me siento solo, de donde se desprenden los temas «La indiecita», «Los alambrados» y «Mi linda esposa». Su cuarta producción fue Los triunfadores, al cual pertenecen los temas «Triste imaginar», «Eres», «Las holgazanas», «Si te pasa lo que me pasó» y «No volvernos a ver». Posteriormente, vendría Mi najayita, su quinta producción, en la cual se incluyen los temas «Estabas tan linda», «Me muero porque seas mi novia», «Los chicanos» y la canción homónima, «Mi najayita». Su sexta producción se llamó Presiento que voy a llorar, a la que le siguió Yo te necesito; en su séptima producción, se incluyen los temas «Qué lástima», «Las musiqueras», «Mi gran verdad», «Te esperaré» y la canción del mismo nombre del disco, «Yo te necesito». A inicios de 1983, junto a otras agrupaciones, como Los Potros y Los Solitarios, incursionan en el cine mexicano en aquella época con la película Las musiqueras, tema del cantautor mexicano Federico Curiel y número dos del álbum Yo te necesito.[cita requerida]
En ese mismo año, Los Bukis graban su octavo álbum, Mi fantasía, que incluye los temas «Necesito una compañera» y la canción homónima «Mi fantasía»; y dos años después, bajo contrato con la renombrada empresa Fonovisa, publican su noveno álbum ¿A dónde vas?.[cita requerida]
Al año siguiente, esta banda publicó su décima producción titulada Me volví a acordar de ti; álbum que se convirtiera en un suceso de ventas por incluir su icónico tema «Tu cárcel», superando el 1 350 000 copias vendidas. Este mismo año, Marco Antonio hace su primer trabajo fuera de su banda, grabar a dueto junto a Marisela, el tema «La pareja ideal», el cual se coloca en los primeros lugares de las listas de popularidad en México y gran parte de América Latina, siendo todo un suceso, catalogado como el mejor dueto de los años 80; además de producir el primer disco para ella, Sin él, en donde incluye este tema. 
En 1987, este álbum les hizo merecedores de un Disco de Diamante.
Posteriormente vendrían los álbumes Si me recuerdas, con el éxito «Y ahora te vas»; Y para siempre... Los Bukis, que tuvo como éxitos «Como fui a enamorarme de ti», «A donde vayas» y «Ladrón de buena suerte»; y A través de tus ojos, que dio éxitos a temas como «Mi deseo» y «Chiquilla bonita».
Con el paso de los años, la agrupación fue evolucionando y en ese proceso fueron surgiendo cambios en su estructura y la agrupación quedó conformada con Marco Antonio como director, compositor, primera voz, timbales, y guitarra, su primo Joel con la guitarra y segunda voz, Eusebio "El Chivo" Cortez en el bajo eléctrico, compositor, y segunda voz, Pedro Sánchez en la batería, Roberto Guadarrama en las segundas voces, trompeta y primeros teclados y José "Pepe" Guadarrama en las segundas voces, segundos teclados, saxofón y percusiones.
A lo largo de su carrera, la banda fue nominada varias veces a los Premios Grammy por su éxito alcanzado en los Estados Unidos, además recibieron varios Premios Lo Nuestro que otorga la revista Billboard y la promoción hizo que se colocaran algunas de sus interpretaciones en primer lugar en distintos países de Sudamérica que los hicieron acreedores de varios Discos de Oro. Sus grandes éxitos los llevaron nuevamente a incursionar en el cine como actores en 1990, con la película ¿Cómo fui a enamorarme de ti?, basada en la icónica canción homónima de la banda escrita por el propio Marco Antonio. El film fue presentado meses más tarde en Los Ángeles, California, alcanzando éxito de taquilla y 3 meses después fue premiada como la película con mayores ventas en la taquilla mexicana en todos los tiempos.
En 1992, el grupo dio a conocer su siguiente trabajo, Quiéreme, totalmente producido por el artista, al que le siguieron Inalcanzable y el último disco de la banda Por amor a mi pueblo, álbum que marcaría el fin de la carrera de la agrupación y su separación ya que Marco Antonio decidió lanzarse como solista, el 19 de mayo de 1996.

### Carrera como cantante solista
Años antes de iniciar su carrera en solitario, en 1988, Marco Antonio nuevamente se dedicó a la producción musical cuando aún era parte de su banda Los Bukis; produjo dos discos para la recordada cantante española Rocío Dúrcal, Como tu mujer y Si te pudiera mentir; en los cuales, él también se encargó de componer las canciones para estos dos álbumes. 
Pasaron los años y en 1996, tres meses después de la triste disolución de Los Bukis, Marco Antonio no se quedó con los brazos cruzados e inicia su nueva etapa en la música, comenzando su carrera musical como solista, y es por ello, que grabó y lanzó su primer álbum en solitario llamado En pleno vuelo, disco que salió a la venta el 24 de julio de 1996 y que, en menos de una semana, vendió medio millón de unidades, logrando ocupar los principales lugares en la lista de temas latinoamericanos de Billboard en los Estados Unidos. A este álbum le siguió su segundo álbum homónimo, Marco Antonio Solís en 1997, cuyo tema «La venia bendita», su primer tema ranchero, ocupó durante más de 25 semanas el primer lugar de popularidad en ese país.[cita requerida]
Ese mismo año, en 1996, visitó por primera vez Chile para ser parte de los artistas internacionales invitados para la campaña solidaria chilena Teletón, además de producir el disco de baladas para la puertorriqueña Olga Tañón, Nuevos senderos. Dos años después, se encargó de componer el tema central de la telenovela El alma no tiene color. 
En 1999, Marco Antonio graba y presenta su tercer álbum, Trozos de mi alma, que además es producido por el recordado productor musical argentino-mexicano Bebu Silvetti; en donde él hace sus propias versiones de conocidos temas de su autoría que, originalmente fueron interpretados por otros artistas como Enrique Iglesias, Dulce, Ricardo Montaner y las propias Olga Tañón, Rocío Dúrcal, y Marisela; entre otros. Siendo su icónico tema «Si no te hubieras ido», convertido en el más sonado en las emisoras de radio, tanto en los Estados Unidos como en su natal México, así como en muchos otros países de habla hispana. Además, se seleccionó para la banda sonora de la película mexicana Y tu mamá también, y para la telenovela mexicana Salomé, adaptación mexicana de la telenovela chilena La Colorina.[cita requerida] Un año antes de este lanzamiento, Marco Antonio regresa a Chile, esta vez, como miembro del jurado de la competencia internacional de la edición 98 del Festival Internacional de la Canción de Viña del Mar. 
Entre 2000 y 2001, realiza diversas giras y presentaciones personales en los Estados Unidos, México, América Latina y presenta su primer álbum en vivo llamado En vivo, al que le siguió En vivo, Vol. 2. El 29 de mayo de 2001, su cuarto álbum, Más de mi alma, logra colocarse nuevamente en los primeros sitios de popularidad con el tema «O me voy, o te vas». El 13 de mayo del 2003, Fonovisa Records edita su quinto álbum, Tu amor o tu desprecio, en donde incluye el tema homónimo y su movida y exitosa canción «Más que tu amigo», al que le siguió su sexto álbum, Razón de Sobra, en el 2004.[cita requerida]
En 2005, se presenta por primera vez y con rotundo éxito como artista invitado en el Festival Internacional de la Canción de Viña del Mar en Chile, donde se lleva todas las primeras dos Antorchas de Plata y Oro y la primera Gaviota de Plata, reconocimientos otorgados por el mismo público. Posteriormente, se presenta con gran éxito en otro país, Argentina, en el legendario estadio deportivo y musical Luna Park, en la capital de aquel país, Buenos Aires; desde donde, a petición del público argentino, se convierte en uno de los primeros artistas internacionales en visitar todo ese país, desde Tierra del Fuego hasta Jujuy y Misiones. Luego de dos años sin grabar, en el 2006 presenta su séptimo álbum, Trozos de mi alma, vol. 2, el cual siguió el concepto de su antecesor, lanzado en 1999, con la adición del acompañamiento de orquesta sinfónica.[cita requerida]
En 2007, Solís presenta una compilación de sus temas más conocidos, titulada La historia continúa: Parte 3. Ese mismo año, la Academia Latina de Artes y Ciencias de la Grabación, que otorga los Premios Grammy Latinos, organizó una presentación con diversos intérpretes latinos que interpretaron conocidos temas del cantautor, cantantes como Paulina Rubio, Lucero, Olga Tañón, Juanes, Ricardo Montaner, José Feliciano, Enrique Iglesias, Ana Bárbara y Alejandro Fernández, aparte de grupos musicales como Intocable y Montez de Durango, entre otros artistas.[cita requerida]
El 30 de enero de 2008, Marco Antonio inicia el Tour 2008 en León, Guanajuato, con el cual recorrería diversos países hispano-parlantes. Ese mes, el pianista argentino Raúl Di Blasio lo invitó para participar como invitado en un nuevo disco, Primavera. Allí, ambos realizaron las nuevas versiones de dos conocidos temas, «Si no te hubieras ido» y «¿Dónde estará mi primavera?». Un mes después, se presentó por segunda vez como artista invitado en el Festival Internacional de la Canción de Viña del Mar el 24 de febrero, para seguir con su nuevo trabajo discográfico en formato de DVD, lanzado a mediados de 2008, titulado Una noche en Madrid, grabado durante su gira en España, que salió a la venta el 10 de junio de 2008 y que obtuvo buena difusión. 
A finales de agosto, como demostración de su popularidad en su país natal, fue realizada en la ciudad mexicana de San Luis la Primera Convención Internacional de Fans de En Pleno Vuelo, que es la organización oficial que reúne a su público. En octubre, lanza su novena producción No molestar, con una temática similar a la de sus anteriores producciones, encabezada por el tema homónimo interpretado en ritmo de bolero y danzón cubano. El vídeo musical del tema homónimo, es protagonizado por su esposa, Cristy Salas. 
En 2009, inició su actividad con una serie de giras que llevó el título de dicho álbum, en las principales ciudades de México y Sudamérica, llegando nuevamente a Chile y permaneciendo por más de un mes en Argentina, donde se presenta en distintas provincias del centro y sur de dicho país. Cabe destacar que durante esta gira, Marco Antonio fue reconocido por sus altas ventas de álbumes con 10 discos de oro, platino y doble platino. 
Para el 26 de mayo de ese mismo año, se presentó la edición de lujo de su disco No molestar, que incluye un tema inédito y un DVD con los vídeos de los temas «Si me puedo quedar» y el tema homónimo «No molestar». Luego, participó en la Segunda Convención Internacional de Fanáticos, realizada en la Ciudad de México. El 3 de noviembre, al cumplir sus 34 años de trayectoria artística, el sello discográfico Fonovisa Records presentó el álbum especial Más de Marco Antonio Solís en formato de CD y DVD con 18 de sus composiciones más conocidas y 5 vídeos. En el mes de diciembre, periodistas de la revista Billboard lo designan como Artista de la Década por los diversos reconocimientos obtenidos en su carrera artística.
En Chile, Marco Antonio es uno de los mayores vendedores de álbumes en aquel país, en donde sus trabajos lanzados entre 2000 y 2013, acumulaban ventas totales de 210 mill copias. Hasta entonces, 3 de sus álbumes figuraban entre los 10 más vendidos en formato físico en el país durante el siglo XXI; ellos fueron: La historia continúa, La historia continúa: Parte II y Razón de sobra, los que se ubicaron en el segundo, séptimo y noveno lugar con ventas de 80 mil, 35 mil y 33 mil copias, respectivamente.
En 2010, presentó con un rotundo éxito su décimo trabajo discográfico En total plenitud el cual fue presentado y lanzado al mercado el 12 de octubre, el cual cuenta con 10 temas de su autoría; como así también de Juan Carlos Calderón. De este nuevo material discográfico, se desprendió el 28 de junio su primer corte de difusión «¿A dónde vamos a parar?», que además de ser elegido como tema de amor de la telenovela Teresa producida por Televisa, en pocas semanas se logró ocupar los primeros puestos de popularidad en cadenas de radio y televisión de México y Latinoamérica, teniendo gran aceptación por parte del público. Años después, Marco Antonio vuelve a interpretar este tema, esta vez, a dúo con el también cantante mexicano Manuel Mijares. 
Durante el mes de agosto, lanzó al mercado Marco Antonio Solís... sus mejores vídeos, un DVD con los mejores videoclips de su exitosa carrera. Retomó la gira de conciertos planeados para México, Estados Unidos y Sudamérica, para cerrar sin lugar a dudas, el 2010 como su «año de oro».[cita requerida]
Comenzando esta extensa gira de conciertos, el punto de partida fue México, donde con gran éxito debutó la aventura de este año para posteriormente regresar como artista invitado al Festival Internacional de la Canción de Viña del Mar, donde se presentó con gran éxito por tercera ocasión en 2011, obteniendo así otras dos Antorchas de Plata y Oro y otra Gaviota de Plata. Cinco años después, volvió como artista invitado a este festival, en donde mostró su renovado repertorio y el público lo premió con sus dos primeras Gaviotas de Plata y Oro.
Elegido como «Artista de la década» por los Premios Billboard Latinos 2011, por sus más de 30 años de trayectoria musical y la permanencia en los primeros lugares de popularidad. Galardonado con la entrega de los premios ASCAP 2010 celebrados en Beverly Hills. Considerado como "Mejor artista grupero del año" con el premio Lo Nuestro 2011 que se dio lugar en la ciudad de Miami. Luego, participó en la gira musical LOS TR3S en compañía del también cantautor y compositor Joan Sebastián y del cantante Alejandro Fernández, esta gira conjunto marcó la historia de la música mexicana y se realizó en los Estados Unidos, demostrando ser los tres grandes de la música mexicana reuniendo a más de 100 mil personas en todas sus presentaciones.
El 22 de octubre de 2013, lanzó su undécimo álbum Gracias por estar aquí y debutó en el #1 del Top Latin Albums Chart de Billboard. Ese mismo año, fue entrenador en la tercera temporada del programa de telerrealidad de canto de Televisa La voz México, junto con el dúo urbano puertorriqueño Wisin & Yandel, el español David Bisbal y la mexicana Alejandra Guzmán. En este fue el ganador junto a su participante Marcos Razo.
En 2017, debutó como actor de doblaje en español colaborando para la película de Disney en alianza con Pixar, Coco, en donde presta su voz en español para el personaje antagónico de Ernesto De La Cruz, un ídolo ficticio de la música mexicana; allí compartió voces con Angélica Vale, Gael García Bernal y el joven Luis Ángel Jaramillo. Esta película ganó dos premios Óscar como "Mejor película animada" y "Mejor canción".  
Un año después, en 2018, participó como artista invitado en el certamen musical Festival Nacional de Peñas de Villa María, en Argentina; en donde se presentó con su repertorio muy renovado. Ese mismo año, se estrenó el disco tributo a su trayectoria Todos Somos MAS, una recopilación de sus mejores canciones a lo largo de su carrera tanto en su etapa con su banda Los Bukis como en su etapa de solista; esta vez, interpretados por varios artistas latinoamericanos de la talla de Juanes, Remmy Valenzuela, Julieta Venegas, Jesse & Joy, Luciano Pereyra, Juan Luis Guerra, David Bisbal, Paty Cantú, Pepe Aguilar, Luis Fonsi, Mon Laferte y José Madero, entre otros.
El 27 de febrero de 2019, Marco Antonio volvió a Chile y se presentó con rotundo éxito por quinta vez como artista invitado en el LX Festival Internacional de la Canción de Viña del Mar, en esta sexta y última presentación, hubo momentos agradables y emotivos como presentar la nueva versión del tema «¿Dónde estará mi primavera?», esta vez, acompañado de sus dos hijas Marla y Alison, ambas también cantantes. Además, obtuvo dos reconocimientos por el público, las dos Gaviotas de Plata y Oro, más un especial reconocimiento que fue entregado a manos del entonces presentador del certamen, Martín Cárcamo; "Visita Ilustre de Viña del Mar" con las Llaves de la Ciudad, siendo el tercer artista extranjero en recibirlas.  
Un año después, en medio de la noticia mundial por la pandemia de coronavirus, realizó sus conciertos en línea Serenata a las madres MAS en-cantadoras y Bohemia en pandemia, también realizó su pequeño concierto junto con sus hijas Marla y Alison Mañanitas a la Virgen, en honor a la Virgen María de Guadalupe, Patrona de México y Emperatriz de Latinoamérica. Luego, anunció el regreso de su banda Los Bukis a los escenarios con su formación original y realizó su gira de conciertos de despedida en todo México y Estados Unidos bajo el nombre de Una historia cantada. Además, lanzaron una canción para la promoción de la Copa Mundial de Fútbol de Catar 2022 realizada por Televisa Deportes en apoyo a la Selección de México. 
En 2022, es elegido y reconocido por los Premios Grammy Latinos como "La Persona del Año por la Academia", galardón que lo entregó el productor musical cubano Emilio Estefan, de manera muy especial. Dos años después, recibiría otro premio, el reconocimiento "Gran Maestro", otorgado por la SACM, en su natal México. Entre 2023 y 2024 realizó su gira de conciertos por toda Latinoamérica bajo el nombre de El Buki, la Gira Mundial, que más tarde, sería renombrada como Eternamente Agradecido, celebrando sus 45 años de carrera musical; además de realizar un documental basado en su carrera para Amazon Prime Video, con el nombre de Marco Antonio Solís, el "Buki".

## Discografía

### Con Los Bukis
- Jugando con las estrellas (1972)
- Casas de cartón/Falso amor (1975)
- Te tuve y te perdí (1977)
- Me siento solo (1978)
- Los triunfadores (1979)
- Mi najayita (1980)
- Presiento que voy a llorar (1981)
- Yo te necesito (1982)
- Mi fantasía (1983)
- ¿A dónde vas? (1985)
- Me volví a acordar de ti (1986)
- Si me recuerdas (1988)
- Y para siempre. (1989)
- A través de tus ojos (1991)
- Quiéreme (1992)
- Inalcanzable (1993)
- Por amor a mi pueblo (1995)

### Solista

#### Álbumes de estudio
- En pleno vuelo (1996)
- Marco (1997)
- Trozos de mi alma (1999)
- Más de mi alma (2001)
- Tu amor o tu desprecio (2003)
- Razón de sobra (2004)
- Trozos de mi alma, vol. 2 (2006)
- No molestar (2008)
- En total plenitud (2010)
- Gracias por estar aquí (2013)
- Qué Ganas De Verte - EP (2021)

#### Álbumes en vivo, recopilaciones y ediciones especiales
- En vivo (2000)
- En vivo, Vol. 2 (2001)
- Dos Grandes (álbum) (2004)
- En vivo: Una noche en Madrid (2008)
- La más completa colección (2009)
- No molestar edición deluxe (2009)
- La historia continúa... parte IV (2012)
- Una noche de luna en vivo desde Buenos Aires Argentina (2012)
- Gracias Por Estar Aquí Deluxe Edition (2014)
- Antología (2014)
- 15 Inolvidables Vol. 1 (álbum) (2015)
- 15 inolvidables vol. 2 (2015)
- Por amor a Morelia Michoacán (2015)
- 40 años (2016)
- MAS de mis recuerdos (2018)
- Con Amor Y Sentimiento (2020)

### Videos musicales
- Tu cárcel - 1986 - Me volví a acordar de ti
- Tus mentiras - 1988 - Si me recuerdas
- Ladrón de buena suerte - 1989 - Y para siempre...
- Cómo fui a enamorarme de ti - 1989 - ¿Cómo fui a enamorarme de ti?
- Quiéreme - 1992 - Quiéreme
- Mi mayor necesidad - 1992 - Quiéreme
- Pero te vas a arrepentir (feat. Los Yonic's) - 1992 - Volveré a conquistarte
- A aquella - 1993 - Inalcanzable
- Tu ingratitud - 1994 - Inalcanzable
- Si ya no te vuelvo a ver - 1995 - Por amor a mi pueblo
- Será mejor que te vayas - 1995 - Por amor a mi pueblo
- Será mejor que te vayas (2.ª versión) - 1996 - Por amor a mi pueblo
- Muévete - 1996 - En pleno vuelo
- Qué pena me das - 1996 - En pleno vuelo
- Recuerdos, tristeza y soledad - 1997 - En pleno vuelo
- El masoquista - 1997 - En pleno vuelo
- Me vas a hacer llorar- 1997 - Marco Antonio Solís
- La venia bendita - 1998 - Marco Antonio Solís
- Casas de cartón - 1998 - Marco Antonio Solís
- Sigue sin mí - 1999 - Trozos de mi alma
- Si te pudiera mentir - 1999 - Trozos de mi alma
- El peor de mis fracasos - 2000 - En vivo
- Si no te hubieras ido - 2000 - En vivo
- O me voy o te vas - 2001 - Más de mi alma
- Dónde estará mi primavera - 2001 - Más de mi alma
- Tu amor o tu desprecio - 2003 - Tu amor o tu desprecio
- Más que tu amigo - 2003 - Tu amor o tu desprecio
- Mi mayor sacrificio - 2004 - Razón de sobra
- Sin lado izquierdo - 2005 - Razón de sobra
- ¿Qué saben? (feat. Victoria) - 2006 - ¿Qué saben?
- Antes de que te vayas - 2006 - Trozos de mi alma, vol. 2
- No puedo olvidarla - 2007 - Trozos de mi alma, vol. 2
- Si no te hubieras ido (feat. Raúl Di Blasio) - 2008 - Primavera
- No molestar - 2008 - No molestar
- No molestar (2.ª versión) - 2009 - No molestar
- Si me puedo quedar - 2009 - No molestar
- A dónde vamos a parar - 2010 - En total plenitud
- Tú me vuelves loco - 2010 - En total plenitud
- Sigue sin mí (feat. Myriam Hernández) - 2011 - Seducción
- Tres semanas - 2013 - Gracias por estar aquí
- El Perdedor (feat. Enrique Iglesias) - 2013 - Sex and Love
- La vida entera (feat. Camila) - 2015 - Elypse
- De mil amores
- Estaré contigo
- Recuerdos, tristeza y soledad (feat. Jesse & Joy) - 2018 - "Todos Somos MAS"
- Gracias a la vida - Live Versión - 2020
- Serenata MAS Encantadoras - (Live Streaming) 2020
- La Nave del Olvido - 2020
- Se Veía Venir - 2021
- Que Ganas de Verte - 2021
- Bohemia en Pandemia - (Live Streaming) 2021
- Tu Cárcel  - (Feat. Los Bukis) - 2021
- Primero Dios - (Feat. Yuri) - 2021

### Colaboraciones
- 1984 - La Pareja Ideal - a dueto con  Marisela
- 1985 - Que vuelva - a dueto con Beatriz Adriana
- 1995 - Pobre de los dos - a dueto con José Javier Solís
- 1997 - Cómo le hare 2da voz - a dueto con José Javier Solís
- 2008 - Como tu mujer - a dueto con Pasión Vega
- 2011 - Ando por las nubes - a dueto con Reyli Barba
- 2011 - Basta Ya y Como tu mujer - a dueto con Jenni Rivera
- 2011 - O me voy, o te vas - a dueto con Tamara
- 2011 - Sigue sin mí - a dueto con Myriam Hernández
- 2011 - Morenita - para el álbum ¡Víva La Reina de México!
- 2012 - Tu Ingratitud - a dueto con Ana Bárbara
- 2013 - Y ahora te vas - a dueto con Jorge Celedón
- 2013 - El perdedor - a dueto con Enrique Iglesias
- 2013 - Como tu mujer - a dueto con Edith Márquez
- 2014 - Historia de un amor - a dueto con David Bisbal
- 2015 - Se me olvidó otra vez - a dueto con Juan Gabriel
- 2015 - La vida entera - a dueto con Camila
- 2015 - Tu cárcel - a dueto con Los Tigres del Norte
- 2015 - Por como van las cosas - a dueto con Gilberto Santa Rosa
- 2015 - Arrastra una silla - a dueto con  Roberto Carlos
- 2016 - Olvídame tú - a dueto con Miguel Bosé
- 2017 - Soundtracks y doblaje para la película  Coco
- 2018 - ¿Por qué? - a dueto con Los Baby's
- 2018 - Recuerdos, tristeza y soledad - a dueto con Jesse & Joy para su disco tributo (Todos Somos MAS)
- 2018 - ¿A dónde vamos a parar? - a dueto con Mijares
- 2019 - Dónde estará mi primavera - a dueto con sus hijas Alison y Marla Solís.
- 2022 - Primero Dios - a dueto con Yuri.
- 2025 - Coleccionando heridas - con Karol G

## Cine
- La Jorobada (1980)
- Tres contra el destino (1981)
- Las musiqueras (1982)
- La Coyota (1983) - Casimiro
- ¿Cómo fui a enamorarme de ti? (1990) - Él mismo
- Coco (2017) - Ernesto de la Cruz (Voz/Doblaje).

## Canciones para telenovelas
| Telenovela                    | Canción                                     | Años      | País              |
| ----------------------------- | ------------------------------------------- | --------- | ----------------- |
| En tierras salvajes           | Estaré contigo                              | 2017      | Bandera de México |
| Lo que la vida me robó        | El perdedor (feat. Enrique Iglesias)        | 2013/2014 | Bandera de México |
| Teresa                        | A dónde vamos a parar                       | 2010/2011 | Bandera de México |
| Mundo de fieras               | Antes de que te vayas                       | 2006/2007 | Bandera de México |
| Velo de novia (segunda parte) | Más que tu amigo                            | 2003/2004 | Bandera de México |
| Salomé (segunda parte)        | Si no te hubieras ido                       | 2001/2002 | Bandera de México |
| Siempre te amaré              | Sigue sin mi                                | 2000      | Bandera de México |
| Girasoles para Lucía          | Si no te hubieras ido                       | 1999/2000 | Perú · Venezuela  |
| Serafín                       | Está en ti                                  | 1999      | Bandera de México |
| El alma no tiene color        | El alma no tiene color (feat. Laura Flores) | 1997      | Bandera de México |
| Amor en silencio              | Amor en silencio (cantada por Dulce)        | 1988      | Bandera de México |